# Volker Schlöndorff

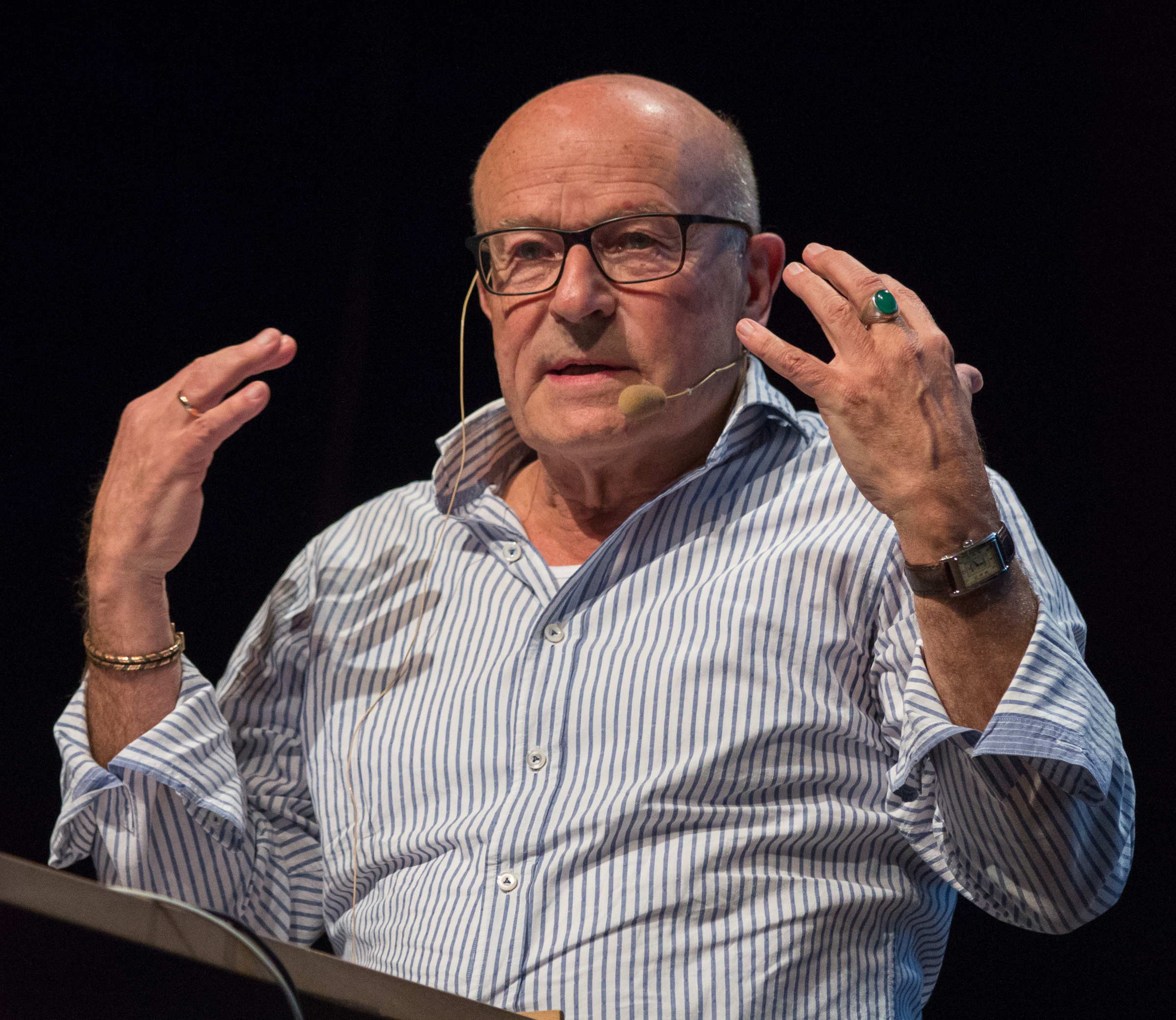
Volker Schlöndorff (2015) in Wiesbaden

Volker Schlöndorff (* 31. März 1939 in Wiesbaden) ist ein deutscher Filmregisseur, Drehbuchautor und Filmproduzent, der vor allem für seine Literaturverfilmungen bekannt ist. 1980 wurde sein Spielfilm Die Blechtrommel mit dem Oscar in der Kategorie Bester fremdsprachiger Film ausgezeichnet.

## Leben
Volker Schlöndorff ist der zweite von drei Söhnen des Facharztes für Hals-Nasen-Ohren-Heilkunde Georg Schlöndorff. Seine Mutter kam 1944 bei einem Küchenbrand ums Leben. Sein älterer Bruder war der ebenfalls als HNO-Arzt tätige Georg Schlöndorff, sein jüngerer Bruder Detlef Schlöndorff war Ordinarius für Innere Medizin und Direktor am Klinikum der Universität München.
Volker Schlöndorff wuchs in Schlangenbad im Taunus auf und besuchte später das Gymnasium in seinem Geburtsort. Im Anschluss an einen Schüleraustausch, vermittelt durch den französischen Jesuitenpater Arnaud de Solages, setzte er ab 1955 seine schulische Ausbildung in Frankreich fort. Er ging zunächst auf ein liberales jesuitisches Internat im bretonischen Département Morbihan und schloss dann die Schule in Paris am renommierten Lycée Henri IV mit dem Baccalauréat ab. Sein Mitschüler und Sitznachbar war der spätere Regisseur Bertrand Tavernier. Während seine Brüder beruflich dem Vater folgten und Ärzte wurden, studierte er in Paris zwecks Stipendiengewährung Jura bis zum Staatsexamen. Nebenbei ging er, so erzählt er später, bis zu dreimal täglich in die Cinémathèque française und lernte dort die Regisseure der Nouvelle Vague kennen. Nach einer einjährigen Vorbereitungszeit für das Studium an der Filmhochschule Institut des hautes études cinématographiques (IDHEC) wurde er als einer von elf aus 300 Bewerbern ausgewählt, doch nahm er nicht mehr am Studium teil, da er mit Louis Malle als dessen Regieassistent bei Zazie dans le Métro (1960) arbeiten konnte.
Nach dem Oscar-Erfolg seiner Verfilmung des Romans Die Blechtrommel von Günter Grass arbeitete er in den USA mit der Absicht, auch den Rest seines Lebens dort zu verbringen. Mit dem Fall der Mauer änderte er seine Lebensplanung und zog von New York nach Berlin bzw. Potsdam. Im Alter von 60 Jahren begann er mit dem regelmäßigen Lauftraining für ein bis zwei Marathonläufe im Jahr.

### Privatleben

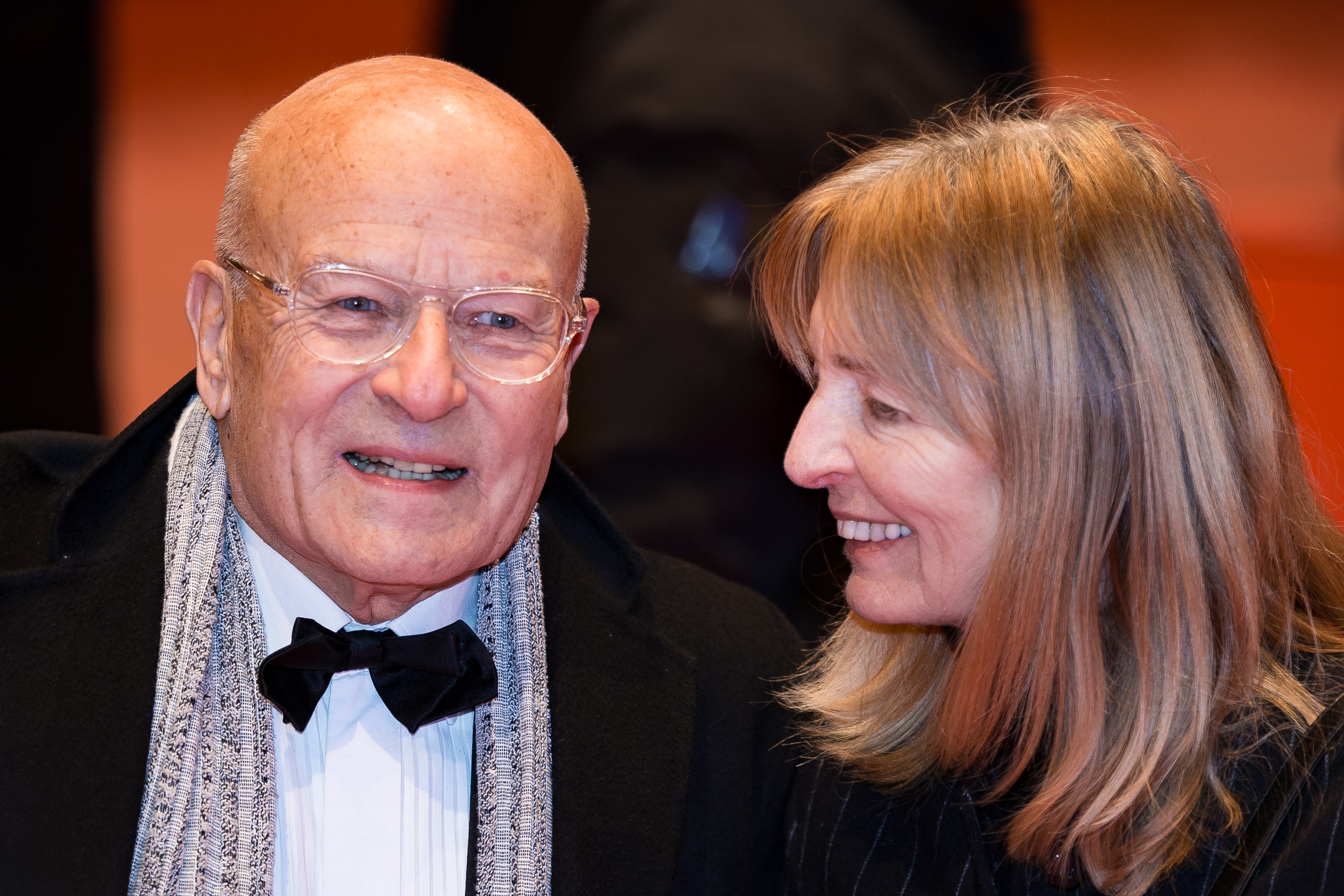
Volker Schlöndorff und seine Frau Angelika Gruber auf dem roten Teppich beim Eröffnungsfilm der Berlinale 2017

Von 1971 bis 1991 war Volker Schlöndorff mit der Schauspielerin und Regisseurin Margarethe von Trotta verheiratet. Zu Beginn der Ehe arbeitete sie mit ihm als Schauspielerin, Regie-Assistentin, Co-Regisseurin und Co-Autorin. Bei der Verfilmung des Romans Die verlorene Ehre der Katharina Blum von Heinrich Böll führten sie gemeinsam Regie. Seit 1992 war Schlöndorff in zweiter Ehe mit der Schnittmeisterin Angelika Gruber (1953 – 24. Dezember 2018) verheiratet, mit der er eine Tochter (* 1992) hat.

### Politisches Engagement
Von der CDU/CSU sowie von Printmedien des Axel-Springer-Verlags wurde Schlöndorff 1977 wegen seiner Unterstützung des „Rechtshilfefonds für die Verteidigung politischer Gefangener“ sowie aufgrund der politischen und gesellschaftlichen Aussagen seines 1975 veröffentlichten Films Die verlorene Ehre der Katharina Blum heftig angegangen. Die Kritik zog seinen Ausstieg aus dem Verwaltungsrat der Filmförderungsanstalt nach sich, dem er, auf Vorschlag der SPD-Bundestagsfraktion vom Deutschen Bundestag benannt, von 1974 bis 1978 angehört hatte. Der SPD stand Schlöndorff über Jahrzehnte nahe, eine Mitgliedschaft wurde von ihm jedoch verneint.
Nach einer Bitte von Fritz Teufel unterstützte er mit seiner Frau in den 1970er und 80er Jahren den früheren Fremdenlegionär und späteren Anarchisten Peter Schult, der wegen Homosexualität und Pädophilie mehrfach inhaftiert worden war.
Trotz seiner SPD-Nähe und der Kritik der CDU an seiner Person im Zusammenhang mit dem Deutschen Herbst bekannte sich Schlöndorff Jahre später (2005) öffentlich zur CDU-Kanzlerkandidatin Angela Merkel während deren Wahlkampf.
Im Januar 2007 sprach er sich für die Haftentlassung des ehemaligen RAF-Angehörigen Christian Klar aus, der seit 1982 inhaftiert war und zu jenem Zeitpunkt ein Gnadengesuch beim Bundespräsidenten eingereicht hatte.
2009 unterstützte Schlöndorff im Wahlkampf erneut Angela Merkel. Im ARD-Morgenmagazin äußerte er sinngemäß, wer nach 1989 noch links sei, müsse ein Brett vor dem Kopf haben. Er bezog diese Aussage allgemein auf „die linke Ideologie“ und im Besonderen auf die „Planwirtschaft“, welche die Menschen „unselbständig“ und „unmündig“ gemacht habe, was er während der Privatisierung der DEFA selbst habe erleben können. Merkel werde die Gesellschaft nicht spalten, sondern sozialpartnerschaftlich handeln. Im Jahr 2010 empfahl er Merkel in einem offenen Brief in der Zeitschrift Cicero eine Rückkehr in ihren „eigentlichen Beruf“ nach Ablauf ihrer Amtszeit.

## Werk

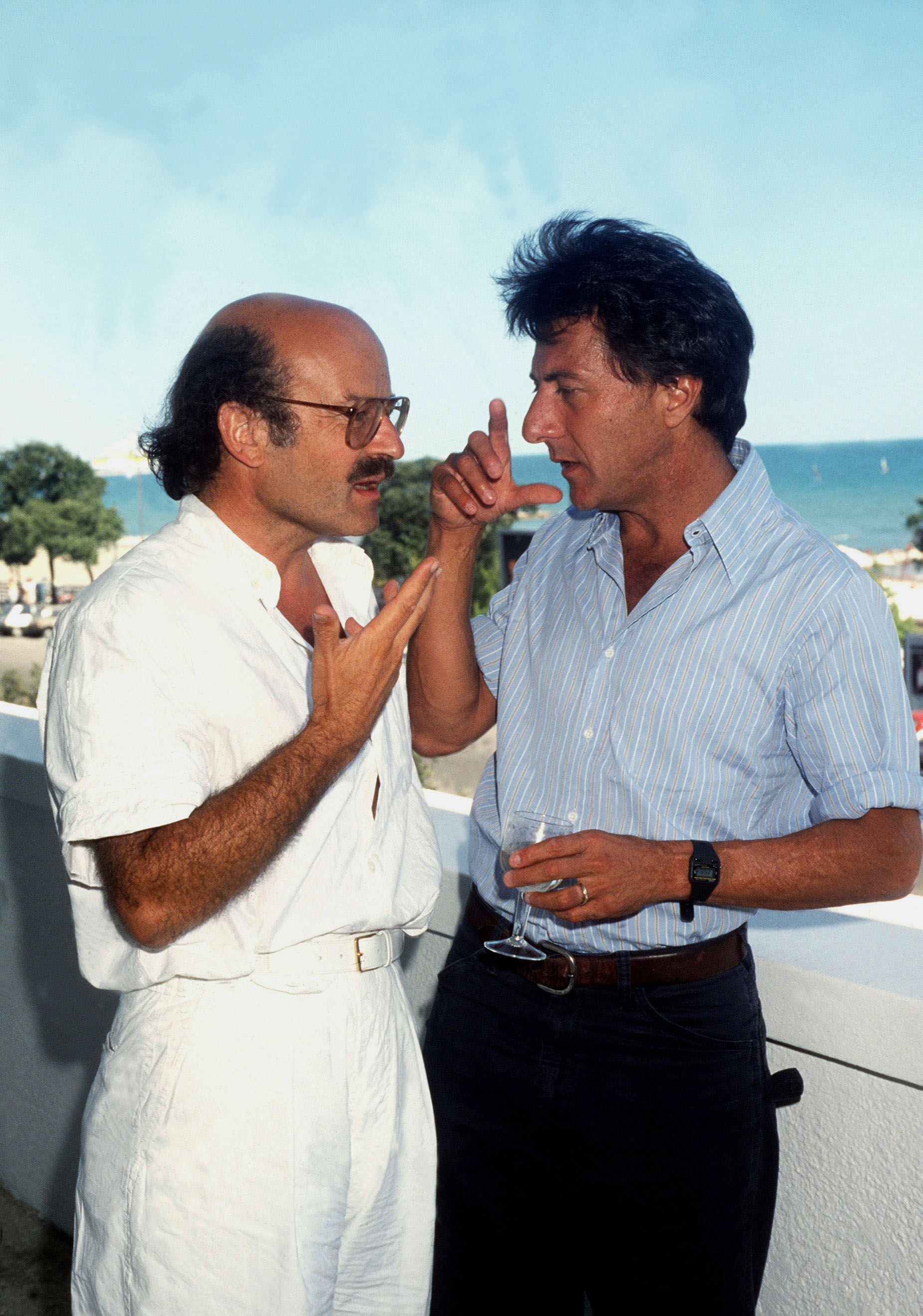
Schlöndorff mit Dustin Hoffman beim Filmfestival Venedig, 1984

1960 drehte Schlöndorff unter dem Pseudonym Volker Loki den Kurzfilm Wen kümmert’s über Algerier in Frankfurt, der wegen „Parteinahme gegen eine befreundete Nation“ keine Freigabe der FSK erhielt. Noch 2007 bekannte er sich dazu, ein aktiver Unterstützer („Kofferträger“) der algerischen Befreiungsbewegung gewesen zu sein.
Zudem arbeitete er als Assistent von Ludwig Berger, Louis Malle, Jean-Pierre Melville (Eva und der Priester, 1961) und Alain Resnais. 1963/64 schrieb er nach dem Roman Die Verwirrungen des Zöglings Törleß von Robert Musil sein erstes Drehbuch. Er drehte den Film ab 1965 unter dem Titel Der junge Törless. Das Werk erhielt Anerkennung und zahlreiche Prämierungen und wurde in den Kategorien Drehbuch, Regie und bester Film mit dem Deutschen Filmpreis (Goldenes Band) ausgezeichnet. Außerdem wurde es mit dem Kritikerpreis des Filmfestivals von Cannes ausgezeichnet und gilt als der erste internationale Erfolg des Neuen Deutschen Films.
Im Jahr 1969 gründet Schlöndorff mit Peter Fleischmann die Produktionsfirma Hallelujah-Film GmbH und 1974 mit Reinhard Hauff die Bioskop-Film GmbH, mit der er seither unter Leitung von Eberhard Junkersdorf seine Produktionen realisiert. Mit dem Film Die verlorene Ehre der Katharina Blum nach der gleichnamiger Erzählung von Heinrich Böll produzierte Schlöndorff 1975 erstmals gemeinsam mit seiner damaligen Ehefrau, Margarethe von Trotta, einen großen Publikumserfolg.
1979 gelang Schlöndorff der internationale Durchbruch mit der Verfilmung von Günter Grass’ gleichnamigem Roman, Die Blechtrommel. Ausgezeichnet sowohl mit der Goldenen Palme in Cannes 1979 als auch mit dem Oscar für den besten fremdsprachigen Film markiert Die Blechtrommel einen Höhepunkt der internationalen Anerkennung des deutschen Films nach dem Zweiten Weltkrieg. Die Dreharbeiten fanden unter anderem in Danzig statt. 2005 kehrte Schlöndorff dorthin zurück, um die Geschichte von Anna Walentynowicz zu verfilmen. Dieser Film kam 2007 unter dem Titel Strajk – Die Heldin von Danzig in die Kinos.
Als eine der interessantesten Literaturverfilmungen Schlöndorffs gilt Die Fälschung (1981) nach dem Roman von Nicolas Born. Die Dreharbeiten mit Bruno Ganz und Hanna Schygulla fanden während des libanesischen Bürgerkriegs in Beirut statt. 
Am 21. März 1991 feierte seine Verfilmung von Max Frischs Roman Homo faber Premiere. Während diese bei deutschen Cineasten große Anerkennung erntete, fiel die Kritik in den USA negativ aus. Zwei Monate nach den Dreharbeiten starb Max Frisch, kurz vor seinem Tod schenkte er Schlöndorff seine Limousine, einen Jaguar 420.

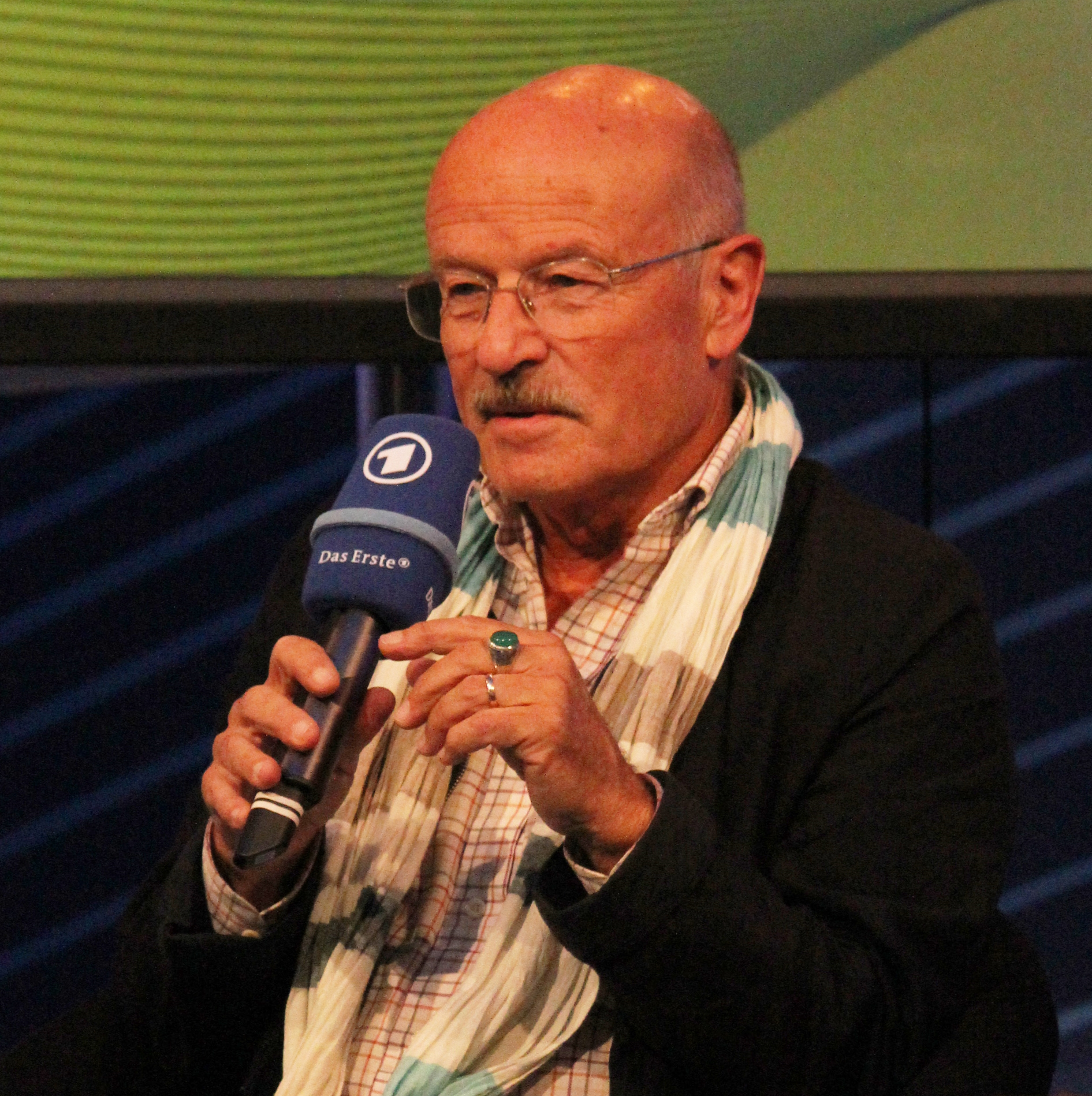
Schlöndorff auf der Frankfurter Buchmesse 2011

Schlöndorffs nächste internationale Regiearbeit sollte 2007 die Verfilmung des Romans Die Päpstin sein. Das Projekt hatte er seit sieben Jahren zum Teil privat, zum Teil mit der Produktionsfirma Constantin Film erarbeitet. Schlöndorff kritisierte jedoch im Juli 2007 in der Süddeutschen Zeitung eine „unheilige Allianz“ von Film- und Fernsehproduzenten, die zwecks Kostensenkung die unterschiedlichen Dramaturgien eines Kinofilms und Fernsehfilms immer öfter zu einem „Amphibienfilm“ vermischten. Daraufhin wurde ihm von Constantin Film gekündigt, da seine Kritik der Produktion geschadet habe. Schlöndorff nutzte die freie Zeit für die Niederschrift seiner Memoiren, Licht, Schatten und Bewegung, die er auf Grundlage seiner Tagebücher und Notizzettel verfasste.
2008 bereitete Schlöndorff den Spielfilm Gigola über die Glitzerwelt der Pariser Revuetheater vor. 2009 inszenierte er Leo Tolstois letztes Theaterstück, Und ein Licht leuchtet in der Finsternis (Bühnenraum: Mark Lammert), auf dem brandenburgischen Schloss Neuhardenberg mit Angela Winkler und Hans-Michael Rehberg.
Der Medienwissenschaftler Thomas Koebner hob in einer Laudatio auf Schlöndorff zur Verleihung der Carl-Zuckmayer-Medaille 2009 hervor, dass seine Filme von einem großen Gerechtigkeitsempfinden getragen seien. Er setze sich stets für Benachteiligte ein, doch in dezenter, unaufdringlicher Weise. Seine Figuren wüssten sich immer selbst zu helfen und stünden dabei „immer kurz vor ihrer Verwandlung“.
Volker Schlöndorff produzierte außerdem viele Dokumentarfilme und war von 1992 bis 1997 Geschäftsführer des Filmstudios Babelsberg. Für die Deutsche Film- und Fernsehakademie Berlin war er als Dozent tätig.
1992 übergab er die Unterlagen seiner Filme an das Deutsche Filmmuseum in Frankfurt am Main. Nach mehreren Jahren der Sichtung, Erschließung und Redaktion wurde am 31. März 2014, Schlöndorffs 75. Geburtstag, seine Sammlung als „virtuelle Ausstellung“ im Internet zur Verfügung gestellt.
2016 ernannte ihn ein Auswahlgremium der Filmuniversität Babelsberg Konrad Wolf einstimmig zum Honorarprofessor.

## Mitgliedschaften
- Volker Schlöndorff war von 1984 bis 1993 Mitglied der Akademie der Künste in Berlin (West) und ist seit 1993 Mitglied der Akademie der Künste Berlin.
- Er ist Trustee[28] der American Academy in Berlin seit ihrer Eröffnung im Jahr 1998.[29]
- 2003 war Schlöndorff eines der Gründungsmitglieder der Deutschen Filmakademie.
- Seit Januar 2010 ist er Mitglied im Kuratorium von World Vision Deutschland.[30]
- 2012: Gründungsmitglied des Fördervereins der Murnau-Stiftung.[31]

## Filmografie
- 1961: Eva und der Priester (Léon Morin, prêtre) (Regieassistenz)
- 1961: Letztes Jahr in Marienbad (L’Année dernière à Marienbad) (Regieassistenz)
- 1963: Das Irrlicht (Le Feu follet) (Regieassistenz)
- 1966: Der junge Törless (auch Drehbuch)
- 1967: Mord und Totschlag
- 1967: Der Paukenspieler (Co-Regie)
- 1969: Michael Kohlhaas – der Rebell
- 1970: Baal
- 1970: Mathias Kneißl (nur Darsteller)
- 1971: Der plötzliche Reichtum der armen Leute von Kombach[32]
- 1972: Die Moral der Ruth Halbfass
- 1972: Strohfeuer
- 1974: Übernachtung in Tirol
- 1975: Die verlorene Ehre der Katharina Blum (Co-Regie und Co-Drehbuch)
- 1976: Der Fangschuß
- 1977: Nur zum Spaß – Nur zum Spiel (Dokumentarfilm)
- 1978: Deutschland im Herbst
- 1979: Die Blechtrommel (auch Drehbuch)
- 1980: Der Kandidat (Dokumentarfilm)
- 1981: Die Fälschung
- 1982: Krieg und Frieden (Dokumentarfilm)
- 1984: Eine Liebe von Swann
- 1985: Tod eines Handlungsreisenden (Death of a Salesman)
- 1987: Ein Aufstand alter Männer (A Gathering of Old Men)
- 1988: Billy Wilder, wie haben Sie’s gemacht? TV-Dokumentation unter Mitwirkung von Gisela Grischow und Hellmuth Karasek (270 min.)
- 1990: Die Geschichte der Dienerin
- 1991: Homo Faber
- 1996: Der Unhold (auch Drehbuch)
- 1998: Palmetto – Dumme sterben nicht aus
- 2000: Die Stille nach dem Schuss (auch Drehbuch)
- 2002: Ten Minutes Older (Episodenfilm – ein Kurzfilm)
- 2004: Der neunte Tag
- 2005: Enigma – Eine uneingestandene Liebe (auch Drehbuch)
- 2007: Strajk – Die Heldin von Danzig
- 2007: Ulzhan – Das vergessene Licht
- 2011: Das Meer am Morgen[33]
- 2014: Diplomatie[34]
- 2017: Rückkehr nach Montauk (Return to Montauk, auch Drehbuch)
- 2017: Der namenlose Tag
- 2021: Zeitzeugengespräch (Dokumentarfilm, Schlöndorff spricht mit dem Holocaust-Überlebenden und 100jährigen Leon Henry Schwarzbaum[35])
- 2021: Der Waldmacher (Dokumentarfilm über die Wiederaufforstungsarbeit des australischen Agronomen Tony Rinaudo in Afrika[36])
- 2023: German Genius (Fernsehserie)

## Auszeichnungen
- 1966: Dreimal Filmband in Gold (Bester Film, Beste Regie, Bestes Drehbuch) für Der junge Törless
- 1967: Filmband in Silber für Mord und Totschlag
- 1971: Filmband in Gold (Regie) für Der plötzliche Reichtum der armen Leute von Kombach
- 1977: Filmband in Gold (Regie) für Fangschuß
- 1978: Filmband in Gold (Filmkonzeption) für Deutschland im Herbst
- 1979: Goldene Schale für Die Blechtrommel
- 1979: Goldene Palme für Die Blechtrommel
- 1987: Hessischer Kulturpreis
- 1993: DIVA-Award
- 1997: Konrad-Wolf-Preis für Der Unhold
- 2000: Goldene Kamera in der Kategorie Ehrenpreis Berlin
- 2000: DIVA-Award
- 2002: Offizier der französischen Ehrenlegion
- 2003: Verleihung des Bayerischen Verdienstordens
- 2004: Friedenspreis des Deutschen Films – Die Brücke für Der neunte Tag
- 2005: Ehrenpreis des Bayerischen Filmpreises
- 2005: Ehrenpreis für sein Lebenswerk auf dem 20. Festival Internacional de Cine de Mar del Plata. Sein Film Der neunte Tag war als deutscher Beitrag im Hauptwettbewerb vertreten.
- 2008: Verdienstorden des Landes Brandenburg
- 2008: Kythera-Preis
- 2009: Carl-Zuckmayer-Medaille
- 2009: Ehren-Jupiter für sein Lebenswerk
- 2010: Viadrina-Preis der Europa-Universität Viadrina [37]
- 2011: Medienpreis des Deutsch-Französischen Journalistenpreises (DFJP)
- 2011: Brüder-Grimm-Professur der Universität Kassel
- 2012: Stern auf dem Boulevard der Stars in Berlin
- 2015: César, Bestes adaptiertes Drehbuch, für Diplomatie
- 2018: Ehrenpreis des Filmfestivals „Türkei Deutschland“[38]
- 2018: Romy – Auszeichnung in der Kategorie Beste Regie TV-Film für Der namenlose Tag, seinem ersten TV-Krimi.[39]
- 2019: Großes Verdienstkreuz des Verdienstordens der Bundesrepublik Deutschland[40]
- 2021: Hessischer Filmpreis – Ehrenpreis des Hessischen Ministerpräsidenten[41]
- 2022: Ehrenpreis des Kirchlichen Filmfestivals Recklinghausen (KFF); 25. Sept. 2022[42]
- 2023: Deutscher Filmpreis – Ehrenpreis[43]
- 2024: Goldener Ochse[44]

Im Jahr 1980 wurde Schlöndorffs Film Die Blechtrommel außerdem mit dem Oscar für in der Kategorie bester fremdsprachiger Film ausgezeichnet.

## Literatur

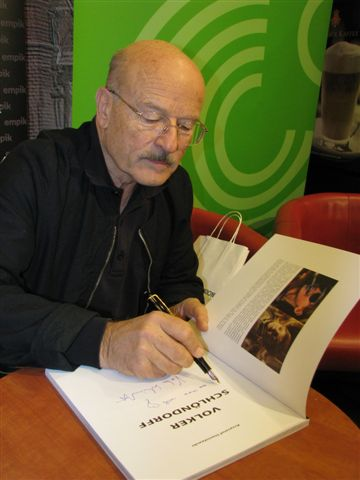
Schlöndorff in Łódź, 2009

### Schriften
- Volker Schlöndorff: Licht, Schatten und Bewegung. Mein Leben und meine Filme. Hanser, München 2008, ISBN 978-3-446-23082-8, Autobiographie.
- Vorwort. Berlin-Marathon laufen mit Volker Schlöndorff, in: Detlef Kuhlmann (Hrsg.), Lit. Berlin-Marathon. Texte von der Strecke – eine Anthologie. Arete Verlag, Hildesheim 2013, ISBN 978-3-942468-12-1, S. 8–10, online, (PDF;2,5 MB)

### Über Schlöndorff
- Rainer Lewandowski: Die Filme von Volker Schlöndorff. Olms, Hildesheim, New York 1981, ISBN 3-487-08232-2, Inhaltsverzeichnis.
- Hans-Bernhard Moeller, George Lellis: Volker Schlöndorffs Filme. Literaturverfilmung, Politik und das „Kinogerechte“. Vorwerk 8, Berlin 2011, ISBN 978-3-940384-31-7. Revidierte, aktualisierte und erweiterte deutsche Ausgabe von Volker Schlöndorff's Cinema: Adaptation, Politics, and the "Movie-Appropriate". Übersetzt von Andrea Kirchhartz. Southern Illinois University Press, Carbondale (USA) 2002.
- Hans-Peter Reichmann (Red.): Volker Schlöndorff. [Archivbuch anlässlich der Ausstellung Volker Schlöndorff. Von Wiesbaden in die Welt]. Magistrat der Stadt Wiesbaden – Kulturamt, 2023, ISBN 978-3-9807719-9-3.
- John Sandford: Volker Schlöndorff – Regisseur. In: Hans-Michael Bock (Hrsg.): CineGraph Kompakt. Kompakt-Lexikon zum deutschsprachigen Film, edition text & kritik, München 1984, 2. Lieferung 2004, ISBN 3-88377-780-3, mit einer Bio-, Biblio- und Filmografie von H.-M. Bock.
- Josef Schnelle: Im nächsten Leben: Komödie. Volker Schlöndorff im Gespräch. Schüren, Marburg 2019, ISBN 978-3-7410-0338-7.
- C. Bernd Sucher (Hrsg.): Theaterlexikon. Autoren, Regisseure, Schauspieler, Dramaturgen, Bühnenbildner, Kritiker. Von Christine Dössel und Marietta Piekenbrock unter Mitwirkung von Jean-Claude Kuner und C. Bernd Sucher. 2. Auflage. Deutscher Taschenbuch-Verlag, München 1999, ISBN 3-423-03322-3, S. 613 f.
- Kay Weniger: Das große Personenlexikon des Films. Die Schauspieler, Regisseure, Kameraleute, Produzenten, Komponisten, Drehbuchautoren, Filmarchitekten, Ausstatter, Kostümbildner, Cutter, Tontechniker, Maskenbildner und Special Effects Designer des 20. Jahrhunderts. Band 7: R – T. Robert Ryan – Lily Tomlin. Schwarzkopf & Schwarzkopf, Berlin 2001, ISBN 3-89602-340-3, S. 122 ff.
- Thilo Wydra: Volker Schlöndorff und seine Filme. Heyne, München 1998, ISBN 3-453-13228-9.

### Interviews und Gespräche
- Bin ich überhaupt ein Künstler? – Volker Schlöndorff im Interview mit Peter Körte, In: Frankfurter Allgemeine Sonntagszeitung, 10. August 2008, S. 23.
- Gero von Boehm: Volker Schlöndorff. 15. Januar 2009. Interview. In: Begegnungen. Menschenbilder aus drei Jahrzehnten. Collection Rolf Heyne, München 2012, ISBN 978-3-89910-443-1, S. 641–649.

## Dokumentarfilme
- Gero von Boehm begegnet Volker Schlöndorff. Gespräch, Deutschland, 2008, 45 Min., Produktion: Interscience, 3sat, Erstsendung: 2. Februar 2009, Inhaltsangabe von Interscience, (Memento vom 23. Januar 2016 im Internet Archive).
- „Ich halte mich selbst nach wie vor nicht für einen der Großen.“ Fernseh-Feature, Deutschland, 2008, Produktion: ZDF, aspekte, Erstausstrahlung: 15. August 2008.
- Mein Leben – Volker Schlöndorff. Dokumentation, Deutschland 2007, 43 Min., Regie: Frank Eggers, Produktion: FTS Media, ZDF, arte, Erstsendung: 11. Mai 2008, Inhaltsangabe von FTS Media, (Memento vom 1. Januar 2014 im Internet Archive).
- Mit Oskar zum Oscar: Volker Schlöndorff, ein kritischer Chronist. Dokumentarfilm, Deutschland, 1999, 43:30 Min., Buch: Ilona Kalmbach, Regie: Jürgen Bischoff, Produktion: HR-Fernsehen, Erstsendung: 31. März 1999, Filmdaten von UB TU Berlin.
- Es wäre besser, ein anderer zu sein. Die filmischen Spekulationen des Volker Schlöndorff. Dokumentarfilm, Deutschland, 1991, 60 Min., Buch und Regie: Peter Buchka, Produktion: Kick Film, Bayerischer Rundfunk, Erstsendung: 17. September 1992 bei arte.[47]

### Allgemeines
- Offizielle Seite, erstellt vom Europäischen Filmzentrum Babelsberg (Memento vom 17. Mai 2017 im Internet Archive)
- Die Sammlung Volker Schlöndorff beim DFF – Deutsches Filminstitut & Filmmuseum in Frankfurt am Main als virtuelle Ausstellung seit 31. März 2014, Bestandsangaben (Memento vom 14. April 2016 im Internet Archive) zu Schlöndorffs Vorlass.
- Literatur von und über Volker Schlöndorff im Katalog der Deutschen Nationalbibliothek
- Volker Schlöndorff bei IMDb
- Volker Schlöndorff bei filmportal.de
- Themenausgabe Volker Schlöndorff und seine Filme. In: kinofenster.de, März 2009, hrsg. von Bundeszentrale für politische Bildung und Vision Kino.
- Wissenschaftliche Literatur (Open Access) zu Volker Schlöndorff auf mediarep.org

### Presse-Artikel
- Lars Grote: Oscar-Regisseur Volker Schlöndorff wird 80. In: Märkische Allgemeine, 27. März 2019.
- Michael Wenk: Der Marathon-Mann. Zum 70. Geburtstag des Filmregisseurs Volker Schlöndorff. In: Neue Zürcher Zeitung, 31. März 2009
- Wenders kam mit dem Reisebus. In: Tagesspiegel, 11. Mai 2007, Schlöndorff über Cannes

### Interviews, Gespräche
- Zur Ausstellung "Von Wiesbaden in die Welt" – Volker Schlöndorff im Gespräch mit Jutta Szostak in der Blauen Stunde der Wiesbadener Kulturgespräche, Juni 2023, mit Audio-Datei, 49 Min.
- Video: Volker Schlöndorff zu Gast im Deutschen Filmmuseum am 28. März 2013, 53:51 Min.
- Ursula Deutschendorf: Nächste Klappe – Volker Schlöndorff erzählt aus seinem Leben in der WDR-5-Reihe Erlebte Geschichten, 29. März 2009, mit Audio-Datei, 25 Min.
- Tobias Goltz, Ralf Krämer, Felix von Boehm: Vom Temperament her will ich immer eingreifen. In: planet-interview.de. 11. Dezember 2007
- Cristina Nord: Die Perspektive ist entscheidend. In: taz, 11. November 2004
- Roberto Dzugan: Auch Moral, wie Sport, braucht Training. In: critic.de, 10. November 2004
- WDR 5 (Westdeutscher Rundfunk) Tischgespräch. Gesprächskultur mit prominenten Zeitgenossen vom 11. Mai 2022: Volker Schlöndorff im Tischgespräch mit Andrea Burtz